# دستگاه ضبط کننده دیجیتال شبکه
ضبط کننده ویدیویی دیجیتال تحت شبکه Network DVR یا به اختصار (NDVR)، که با نام هایی مثل ضبط کننده ویدیویی شخصی شبکه ای (NPVR) یا ضبط کننده ویدیوی دیجیتال با ذخیره سازی از راه دور (RS-DVR) نیز شناخته می شود،  نوعی فناوری است که امکان ضبط برنامه‌های تلویزیونی را بدون نیاز به تجهیزات ذخیره‌سازی در منزل فراهم می‌کند. برخلاف روش سنتی که محتوا روی حافظه داخلی دستگاه گیرنده دیجیتال (ست‌تاپ‌باکس) هر کاربر ذخیره می‌شد، در این سامانه، شرکت مسئول ذخیره‌سازی و مدیریت برنامه‌های ضبط‌شده است و از زیرساختی متشکل از سرورهای قدرتمند بهره می‌برد. یکی از نمونه های شناخته شده این فناوری سرویس RS-DVR می باشد که توسط شرکت آمریکایی Cablevision معرفی شد.

### نمای کلی
NDVR سرویسی برای کاربران است که در آن برنامه‌های زنده تلویزیونی به‌صورت هم‌زمان روی سرورهای شبکه ضبط می‌شوند و این امکان را به کاربران می‌دهد که هر زمان بخواهند به تماشای برنامه‌های ضبط‌شده بپردازند، بدون اینکه محدود به زمان پخش زنده باشند. این سیستم امکان تماشای برنامه‌ها به‌صورت «تاخیری» را فراهم می‌کند؛ یعنی کاربران می‌توانند برنامه‌های تلویزیونی مورد نظرشان را ضبط کرده و در زمان دلخواه تماشا کنند، بی‌آنکه نیازی به دستگاه ضبط فیزیکی در منزل داشته باشند. به‌طور خلاصه، می‌توان گفت NDVR مانند یک دستگاه PVR است که در بستر شبکه پیاده‌سازی شده است.
کاربران NDVR می‌توانند هر زمان که بخواهند، از میان برنامه‌های موجود در کتابخانه‌ی تحت شبکه، گزینه‌ی دلخواه خود را انتخاب و تماشا کنند، بدون اینکه نیازی به دستگاه اضافی یا کنترل از راه دور جدید داشته باشند. با این حال، بسیاری از افراد همچنان ترجیح می‌دهند دستگاه ضبط شخصی (PVR) خود را داشته باشند؛ چراکه با استفاده از آن، می‌توانند دقیقاً همان برنامه‌هایی را که می‌خواهند، ضبط کنند. ضبط‌کننده‌های محلی (Local PVR) همچنین از محدودیت‌های سخت‌گیرانه‌ی حقوقی و قوانین مجوزدهی عبور می‌کنند؛ محدودیت‌هایی که اغلب مانع می‌شوند تا شبکه‌ها امکان ارائه‌ی برخی برنامه‌ها را به‌صورت درخواستی (On-Demand) در اختیار کاربران بگذارند.
در مقابل، ضبط‌کننده ویدیویی دیجیتال با ذخیره‌سازی از راه دور (RS-DVR) به سرویسی گفته می‌شود که در آن کاربر می‌تواند برنامه‌ای را ضبط کرده و در فضای ذخیره‌سازی تحت شبکه نگهداری کند. محتوای ذخیره‌شده، تنها برای همان کاربری قابل دسترسی است که آن را ضبط کرده است. اگر دو کاربر مختلف بخواهند یک برنامه یکسان را ضبط کنند، به دلایل حقوقی، باید دو نسخه‌ی جداگانه از آن برنامه به‌طور مستقل ضبط و ذخیره شود. در واقع، این فناوری نوعی DVR سنتی است که به‌جای حافظه‌ی محلی، از فضای ذخیره‌سازی شبکه‌ای استفاده می‌کند.
در کشور یونان، شرکت On Telecoms سرویس NPVR را به‌عنوان بخشی از بسته پایه خود به تمام کاربران ارائه می‌دهد. این سرویس شامل آرشیوی از برنامه‌های پخش‌شده توسط تمام شبکه‌های اصلی تلویزیون ملی یونان در ۷۲ ساعت گذشته است. برای استفاده از این امکان، کاربران باید هنگام امضای قرارداد، رضایت بدهند که شرکت به نمایندگی از آن‌ها برنامه‌های تلویزیونی ملی ۷۲ ساعت اخیر را ضبط کند. این اقدام به شرکت اجازه می‌دهد تا از پیامدهای حقوقی احتمالی (مشابه آنچه در مقاله NPVR اشاره شده) جلوگیری کند، چراکه در عمل، این سرویس مشابه یک PVR شخصی برای هر کاربر عمل می‌کند.

### چالش های حقوقی Cablevision در آمریکا
پس از آنکه شرکت Cablevision در مارس ۲۰۰۶ از سرویس RS-DVR رونمایی کرد، چندین شرکت بزرگ تولید محتوای تصویری از جمله 20th Century Fox، Universal Studios و Walt Disney، از این شرکت در دادگاه فدرال آمریکا شکایت کردند.  آن ها خواستار صدور حکمی شدند که به طور دائمی جلوی اجرای این سرویس را بگیرد.
در ابتدا، دادگاه به به نفع این شرکت‌های تولیدکننده محتوا رأی داد، اما Cablevision به این رأی اعتراض کرد.
در نهایت در تاریخ ۵ اوت ۲۰۰۸، دادگاه استیناف حوزه دوم ایالات متحده در پرونده‌ای با عنوان Cartoon Network, LP علیه CSC Holdings, Inc حکم دادگاه قبلی را لغوکرد و اعلام کرد که استفاده از فناوری RS-DVR نقض قوانین کپی‌رایت محسوب نمی شود.  دادگاه پذیرفت که RS-DVR در واقع همان نقش DVR خانگی را ایفا می‌کند؛ تنها تفاوتش این است که به‌جای قرار گرفتن در خانه‌ی کاربر، روی سرورهای شبکه ذخیره می‌شود.
برخی از شرکت‌های تولیدکننده محتوا، در اواخر سال ۲۰۰۸ روند درخواست تجدیدنظر را نزد دیوان عالی ایالات متحده آغاز کردند و خواستار بررسی پرونده شدند. اما دیوان عالی، به‌جای بررسی مستقیم پرونده، تصمیم گرفت آن را به دفتر دادستان کل ایالات متحده ارجاع دهد تا نظر دولت فدرال را درباره این پرونده دریافت کند.
در نهایت، در ژوئن ۲۰۰۹، دیوان عالی آمریکا از پذیرش این درخواست نهایی برای رسیدگی به پرونده‌ی DVR از راه دور Cablevision خودداری کرد و به این ترتیب، پرونده‌ای که سال‌ها درگیر دعاوی حقوقی بود، رسماً بسته شد.

### آینده فناوری RS-DVR
با توجه به نتیجه مثبت پرونده حقوقی Cablevision، آینده سیستم‌های RS-DVR روشن به نظر می‌رسد. انتظار می‌رود بسیاری از شرکت‌های بزرگ کابل در آمریکا، سیستم‌های RS-DVR خود را راه‌اندازی کنند، زیرا این فناوری امکان دسترسی گسترده‌تر به ضبط‌کننده‌های دیجیتال را با هزینه کمتر برای مشترکان فراهم می‌کند و روش‌های نوآورانه‌ای برای تبلیغات ایجاد می‌کند که برای تبلیغ‌دهندگان جذاب است.
سیستم‌های NDVR در کشورهای مختلفی راه‌اندازی شده‌اند، از جمله هنگ‌کنگ (Now TV)، سنگاپور (recordTV.com)، ایتالیا (Vcast – Faucet PVR)، آلمان (shift.tv)، فنلاند (tvkaista.fi)، لیتوانی (teo.lt) و چند کشور دیگر اروپایی.
در حالی‌که سرویس RS-DVR شرکت Cablevision با تکیه بر یک ست‌تاپ‌باکس خانگی امکان ضبط برنامه‌های تلویزیونی را از راه دور فراهم می‌کرد، DVRهای ابری (Cloud DVR) به هیچ‌گونه زیرساخت فنی در منزل نیاز نداشتند. همین تفاوت، موجب شد که DVRهای ابری به‌ویژه آن‌هایی که بدون دریافت مجوز رسمی از پخش‌کننده‌ها فعالیت می‌کنند در کشورهای مختلف با چالش‌های حقوقی مواجه شوند و نتایج متفاوتی نیز در دادگاه‌ها رقم بخورد. این موضوع به‌طور مفصل توسط مؤسسه حقوقی Olswang مورد تحلیل قرار گرفته است. 

### دعوی حقوقی علیه سرویس DVR Cloud RecordTV.com
سرویس‌های DVR ابری در کشورهای متعددی راه‌اندازی شدند، اما در بسیاری از  این کشورها با چالش‌های حقوقی در دادگاه ها مواجه شدند. در این میان، RecordTV.com در سنگاپور به نخستین سرویس DVR ابری در جهان تبدیل شد که در یک پرونده‌ی قضایی سرنوشت‌ساز، به عنوان یک سرویس قانونی به رسمیت شناخته می شود.  این شرکت به رهبریکارلوس نیکلاس فرناندز، مدیرعامل RecordTV، وارد نبرد حقوقی با شبکه‌ی دولتی MediaCorp شد. در این پرونده، داویندر سینگ، مدیرعامل شرکت حقوقی Drew and Napier و مشاور ارشد مدیاکورپ، به مدت سه و نیم روز از فرناندز بازجویی کرد. در ابتدا، دادگاه عالی سنگاپور به نفع MediaCorp رأی داد، اما این حکم در دادگاه تجدیدنظر لغو شد و دادگاه، رأی نهایی را به نفع RecordTV صادر کرد و شرکت مقابل را به پرداخت هزینه‌های دادرسی و خسارت محکوم نمود. این پرونده، به اندازه‌ای خبرساز شد که روزنامه‌ی بیزینس تایمز، رسانه‌ی اقتصادی اصلی سنگاپور، آن را «نبرد داوود علیه جالوت» توصیف کرد.  پس از این پیروزی حقوقی، کارلوس نیکلاس فرناندز از سوی مجمع جهانی اقتصاد (World Economic Forum) به‌عنوان یکی از رهبران جوان جهانی معرفی شد. این پرونده به یکی از تأثیرگذارترین دعاوی حقوقی در حوزه‌ی مالکیت فکری و کپی‌رایت تبدیل شد. دو پژوهشگر برجسته‌ی این حوزه، ویلیام پاتری و دیوید پست، پیش از صدور رأی نهایی، در وبلاگ‌های تخصصی خود به تحلیل این پرونده پرداختند. این حکم حتی در سازمان جهانی مالکیت فکری (WIPO) نیز مورد استناد قرار گرفت. 

### همچنین ببینید
- ضبط کننده ویدئویی دیجیتال
- تلویزیون کابلی (Cablevision)